# Georges Jouvin
Pour les articles homonymes, voir Jouvin.
 (octobre 2016).
Si vous disposez d'ouvrages ou d'articles de référence ou si vous connaissez des sites web de qualité traitant du thème abordé ici, merci de compléter l'article en donnant les références utiles à sa vérifiabilité et en les liant à la section « Notes et références ».
Georges Francis Raymond Jouvin, né le 19 juin 1923 à Rennes et mort le 24 octobre 2016 à Saint-Cloud, est un trompettiste et compositeur français. Il enregistre du milieu des années 1950 jusqu'au début des années 1980 des centaines de disques de reprises de tubes pour la maison de disques Pathé-Marconi.

## Biographie
Né dans une famille de musiciens, Georges Jouvin fait ses études musicales au conservatoire de Rennes puis au conservatoire de Paris. Son répertoire très varié — musique classique, jazz, musique populaire, etc. — et sa virtuosité le feront surnommer « l'homme à la trompette d'or ».
En novembre 1950 il enregistre à Paris dans un orchestre conduit par Maurice Moufflard avec Charlie Parker en guest star.
Il enregistre ses premiers disques en 1956 pour la maison de disques Pathé-Marconi. Son répertoire est constitué des reprises des tubes en vogue, mais comporte aussi parfois des compositions personnelles.
Son épouse de l'époque, Dominique, l'accompagne parfois au chant. Elle figure sur un nombre important de pochettes de ses disques.
Les succès discographiques du trompettiste sont notables de la fin des années 1950 jusqu'au milieu des années 1970. Il sort trimestriellement une quarantaine de 45 tours jusqu'en 1967, et régulièrement des albums 33 tours jusqu'à l'aube des années 1980 dans la collection « Hits Jouvin ».
Peu invité sur les plateaux de télévision de l'époque, c'est grâce à ses reprises de tubes qu'il devient un instrumentiste populaire en France et dans le reste de l'Europe, notamment en Espagne et en Allemagne.
Il devient administrateur puis vice-président de la SACEM, de la SDRM, et président du syndicat des chefs d'orchestre de variétés.
Georges Jouvin est nommé chevalier de la Légion d'honneur le 13 juillet 1994.
Il meurt le 24 octobre 2016 à Saint-Cloud, à l'âge 93 ans. Ses obsèques se tiennent le 6 novembre en l'église Saint-Roch de Paris. Il est crématisé.

## Discographie
Albums des années 1950 aux années 1980 sur les labels La Voix de son maître, Vega, Odeon et Pathé.